# Sri-lankische Cricket-Nationalmannschaft in Indien in der Saison 2009/10
Die Tour der sri-lankischen Cricket-Nationalmannschaft nach Indien in der Saison 2009/10 fand vom 11. November bis zum 27. Dezember 2009 statt. Die internationale Cricket-Tour war Teil der internationalen Cricket-Saison 2009/10 und umfasste drei Test Matches, fünf ODIs und zwei Twenty20s. Indien gewann die Testserie 2-0 und die ODI-Serie 3-1, die Twenty20-Serie ging 1-1 aus.

## Vorgeschichte
Indien spielte zuvor eine Tour gegen Australien, für Sri Lanka war es die erste Tour der Saison nach dem ICC Champions Trophy 2009. Das letzte Aufeinandertreffen der beiden Mannschaften bei einer Tour fand in der Saison 2008/09 in Sri Lanka statt. Aus Sicherheitsgründen wurde das zweite ODI kurzfristig von Visakhapatnam nach Nagpur verlegt.

## Stadien
Für die Tour wurden folgende Stadien als Austragungsorte vorgesehen und vom 23. Oktober 2009 bekanntgegeben.
| Stadion                              | Stadt     | Kapazität | Spiele         |
| ------------------------------------ | --------- | --------- | -------------- |
| Sardar Patel Stadium                 | Ahmedabad | 54.000    | 1. Test        |
| Barabati Stadium                     | Cuttack   | 45.000    | 3. ODI         |
| Feroz Shah Kotla                     | Delhi     | 48.000    | 5. ODI         |
| Green Park Stadium                   | Kanpur    | 33.000    | 2. Test        |
| Eden Gardens                         | Kolkata   | 82.000    | 4. ODI         |
| Punjab Cricket Association Stadium   | Mohali    | 35.000    | 2. T20         |
| Brabourne Stadium                    | Mumbai    | 25.000    | 3. Test        |
| Vidarbha Cricket Association Stadium | Nagpur    | 45.000    | 1. T20; 2. ODI |
| Madhavrao Scindia Cricket Ground     | Rajkot    | 15.000    | 1. ODI         |

## Kaderlisten
Sri Lanka benannte seine Kader am 27. Oktober 2009.
Indien benannte seinen Test-Kader am 10. November und seine Limited-Overs-Kader am 2. Dezember 2009.
| Test | Test | ODI | ODI | Twenty20 | Twenty20 |
| Indien | Sri Lanka | Indien | Sri Lanka | Indien | Sri Lanka |
| --- | --- | --- | --- | --- | --- |
| - MS Dhoni (K & wk) - S. Badrinath - Rahul Dravid - Gautam Gambhir - Zaheer Khan - VVS Laxman - Amit Mishra - Pragyan Ojha - Virender Sehwag - Ishant Sharma - Harbhajan Singh - Yuvraj Singh - Sreesanth - Sachin Tendulkar - Murali Vijay | - Kumar Sangakkara (K) - Tillakaratne Dilshan - Dilhara Fernando - Rangana Herath - Mahela Jayawardene - Prasanna Jayawardene (wk) - Thilina Kandamby - Nuwan Kulasekara - Angelo Mathews - Ajantha Mendis - Muttiah Muralitharan - Tharanga Paranavitana - Dhammika Prasad - Thilan Samaraweera - Kaushal Silva - Chanaka Welegedara | - MS Dhoni (K & wk) - Ashok Dinda - Gautam Gambhir - Ravindra Jadeja - Dinesh Karthik (wk) - Zaheer Khan - Virat Kohli - Praveen Kumar - Ashish Nehra - Pragyan Ojha - Suresh Raina - Virender Sehwag - Ishant Sharma - Harbhajan Singh - Yuvraj Singh - Sreesanth - Sachin Tendulkar - Sudeep Tyagi | - Kumar Sangakkara (K & wk) - Tillakaratne Dilshan - Sanath Jayasuriya - Mahela Jayawardene - Thilina Kandamby - Chamara Kapugedera - Nuwan Kulasekara - Lasith Malinga - Ajantha Mendis - Thisara Perera - Muthumudalige Pushpakumara - Suraj Randiv - Thilan Samaraweera - Upul Tharanga | - MS Dhoni (K) - Ravichandran Ashwin - Ashok Dinda - Gautam Gambhir - Dinesh Karthik (wk) - Ashish Nehra - Pragyan Ojha - Yusuf Pathan - Suresh Raina - Virender Sehwag - Ishant Sharma - Rohit Sharma - Yuvraj Singh - Sreesanth - Sudeep Tyagi | - Kumar Sangakkara (K & wk) - Tillakaratne Dilshan - Dilhara Fernando - Chinthaka Jayasinghe - Sanath Jayasuriya - Mahela Jayawardene - Chamara Kapugedera - Nuwan Kulasekara - Lasith Malinga - Angelo Mathews - Ajantha Mendis - Muttiah Muralitharan - Muthumudalige Pushpakumara - Kaushalya Weeraratne - Chanaka Welegedara |

## Tour Match
| 11. – 13. November Scorecard | Mumbai | Indian Board President’s XI | – | Sri Lankans |
|                              |        | Spiel abgesagt              |   |             |

## Test Matches

### Erster Test in Ahmedabad
| 16. – 20. November Scorecard | Ahmedabad | Indien 426 (104.5) & 412-4 (129) | – | Sri Lanka 760-7d (202.4) |
|                              |           | Remis                            |   |                          |

### Zweiter Test in Kanpur
| 24. – 27. November Scorecard | Kanpur | Indien 642 (154)                              | – | Sri Lanka 229 (84) & 269 (65.3) (f/o) |
|                              |        | Indien gewinnt mit einem Innings und 144 Runs |   |                                       |

### Dritter Test in Mumbai
| 2. – 6. Dezember Scorecard | Mumbai | Sri Lanka 393 (94.4) & 309 (100.4)           | – | Indien 726-9d (163.3) |
|                            |        | Indien gewinnt mit einem Innings und 24 Runs |   |                       |

## Twenty20 Internationals

### Erstes Twenty20 in Nagpur
| 9. Dezember Scorecard | Nagpur | Sri Lanka 215-5 (20)          | – | Indien 186-9 (20) |
|                       |        | Sri Lanka gewinnt mit 29 Runs |   |                   |

### Zweites Twenty20 in Mohali
| 12. Dezember Scorecard | Mohali | Sri Lanka 206-7 (20)         | – | Indien 211-4 (19.1) |
|                        |        | Indien gewinnt mit 6 Wickets |   |                     |

Sri Lanka wurde auf Grund zu langsamer Spielweise mit einer Geldstrafe belegt.

## One-Day Internationals

### Erstes ODI in Rajkot
| 15. Dezember Scorecard | Rajkot | Indien 414-7 (50)         | – | Sri Lanka 411-8 (50) |
|                        |        | Indien gewinnt mit 3 Runs |   |                      |

### Zweites ODI in Nagpur
| 18. Dezember Scorecard | Nagpur | Indien 301-7 (50)               | – | Sri Lanka 302-7 (49.1) |
|                        |        | Sri Lanka gewinnt mit 3 Wickets |   |                        |

Auf Grund von zu langsamer Spielweise Indiens wurde deren Kapitän Mahendra Singh Dhoni für die nächsten zwei ODIs gesperrt.

### Drittes ODI in Cuttack
| 21. Dezember Scorecard | Cuttack | Sri Lanka 239 (44.2)         | – | Indien 243-3 (42.3) |
|                        |         | Indien gewinnt mit 7 Wickets |   |                     |

### Viertes ODI in Kolkata
| 24. Dezember Scorecard | Kolkata | Sri Lanka 315-6 (50)         | – | Indien 317-3 (48.1) |
|                        |         | Indien gewinnt mit 7 Wickets |   |                     |

### Fünftes ODI in Delhi
| 27. Dezember Scorecard | Delhi | Sri Lanka 83-5 (23.3) | – | Indien |
|                        |       | No Result             |   |        |

Das Spiel wurde abgebrochen da der Pitch als gefährlich eingestuft wurde. Der Vorfall sorgte für Diskussionen ob der Austragungsort für den Cricket World Cup 2011 geeignet ist.

## Statistiken
Die folgenden Cricketstatistiken wurden bei dieser Tour erzielt.
| Tests                | Tests      | Tests   | Tests   | Tests   | Tests   | Tests   | Tests   | Tests   |
| Batting              | Batting    | Batting | Batting | Batting | Batting | Batting | Batting | Batting |
| Spieler              | Mannschaft | Spiele  | Innings | Runs    | Average | HS      | 100s    | 50s     |
| -------------------- | ---------- | ------- | ------- | ------- | ------- | ------- | ------- | ------- |
| Virender Sehwag      | Indien     | 3       | 4       | 491     | 122,75  | 293     | 2       | 1       |
| Rahul Dravid         | Indien     | 3       | 4       | 433     | 108,25  | 177     | 2       | 1       |
| Mahela Jayawardene   | Sri Lanka  | 3       | 5       | 373     | 74,60   | 275     | 1       | 0       |
| Prasanna Jayawardene | Sri Lanka  | 3       | 5       | 297     | 74,25   | 154*    | 1       | 0       |
| Gautam Gambhir       | Indien     | 2       | 3       | 282     | 94,00   | 167     | 2       | 0       |
| Bowling              |            |         |         |         |         |         |         |         |
| Spieler              | Mannschaft | Spiele  | Overs   | Wickets | Average | BBI     | 5W      | 10W     |
| Harbhajan Singh      | Indien     | 3       | 158.2   | 13      | 41,00   | 4/112   | 0       | 0       |
| Rangana Herath       | Sri Lanka  | 3       | 148.3   | 11      | 48,81   | 5/121   | 1       | 0       |
| Zaheer Khan          | Indien     | 3       | 104     | 10      | 36,50   | 5/72    | 1       | 0       |
| Pragyan Ojha         | Indien     | 2       | 85.1    | 9       | 28,66   | 3/101   | 0       | 0       |
| Muttiah Muralitharan | Sri Lanka  | 3       | 151.5   | 9       | 65,66   | 4/195   | 0       | 0       |

| ODIs                 | ODIs       | ODIs    | ODIs    | ODIs    | ODIs    | ODIs    | ODIs    | ODIs    |
| Batting              | Batting    | Batting | Batting | Batting | Batting | Batting | Batting | Batting |
| Spieler              | Mannschaft | Spiele  | Innings | Runs    | Average | HS      | 100s    | 50s     |
| -------------------- | ---------- | ------- | ------- | ------- | ------- | ------- | ------- | ------- |
| Tillakaratne Dilshan | Sri Lanka  | 5       | 5       | 353     | 70,60   | 160     | 2       | 0       |
| Upul Tharanga        | Sri Lanka  | 5       | 5       | 295     | 59,00   | 118     | 1       | 2       |
| Kumar Sangakkara     | Sri Lanka  | 5       | 5       | 218     | 43,60   | 90      | 0       | 2       |
| Sachin Tendulkar     | Indien     | 4       | 4       | 216     | 72,00   | 96*     | 0       | 2       |
| Virender Sehwag      | Indien     | 5       | 4       | 204     | 51,00   | 146     | 1       | 0       |
| Bowling              |            |         |         |         |         |         |         |         |
| Spieler              | Mannschaft | Spiele  | Overs   | Wickets | Average | BBI     | 5W      | 10W     |
| Zaheer Khan          | Indien     | 5       | 45      | 7       | 40,00   | 3/63    | 0       | 0       |
| Harbhajan Singh      | Indien     | 5       | 43      | 6       | 35,00   | 2/58    | 0       | 0       |
| Ashish Nehra         | Indien     | 5       | 40.2    | 6       | 46,50   | 2/32    | 0       | 0       |
| Suraj Randiv         | Sri Lanka  | 4       | 28      | 5       | 28,20   | 3/51    | 0       | 0       |
| Chanaka Welegedara   | Sri Lanka  | 4       | 27      | 5       | 30,20   | 2/35    | 0       | 0       |

| Twenty20s         | Twenty20s  | Twenty20s | Twenty20s | Twenty20s | Twenty20s | Twenty20s | Twenty20s | Twenty20s |
| Batting           | Batting    | Batting   | Batting   | Batting   | Batting   | Batting   | Batting   | Batting   |
| Spieler           | Mannschaft | Spiele    | Innings   | Runs      | Average   | HS        | 100s      | 50s       |
| ----------------- | ---------- | --------- | --------- | --------- | --------- | --------- | --------- | --------- |
| Kumar Sangakkara  | Sri Lanka  | 2         | 2         | 137       | 68,50     | 78        | 0         | 2         |
| Virender Sehwag   | Indien     | 2         | 2         | 90        | 45,00     | 64        | 0         | 1         |
| Gautam Gambhir    | Indien     | 2         | 2         | 76        | 38,00     | 55        | 0         | 1         |
| Yuvraj Singh      | Indien     | 2         | 2         | 66        | 66,00     | 60*       | 0         | 1         |
| Sanath Jayasuriya | Sri Lanka  | 2         | 2         | 57        | 28,50     | 31        | 0         | 0         |
| Bowling           |            |           |           |           |           |           |           |           |
| Spieler           | Mannschaft | Spiele    | Overs     | Wickets   | Average   | BBI       | 5W        | 10W       |
| Yuvraj Singh      | Indien     | 2         | 3         | 3         | 7,66      | 3/23      | 0         | 0         |
| Sanath Jayasuriya | Sri Lanka  | 2         | 4         | 2         | 9,50      | 2/19      | 0         | 0         |
| Ishant Sharma     | Indien     | 2         | 8         | 2         | 32,00     | 2/42      | 0         | 0         |
| Angelo Mathews    | Sri Lanka  | 2         | 7.1       | 2         | 39,50     | 2/30      | 0         | 0         |
| Yusuf Pathan      | Indien     | 2         | 7         | 2         | 41,50     | 1/29      | 0         | 0         |

## Player of the Series
Als Player of the Series wurden die folgenden Spieler ausgezeichnet.
| Serie | Player of the Series |
| ----- | -------------------- |
| Test  | Virender Sehwag      |
| ODI   | Tillakaratne Dilshan |
| T20   | Kumar Sangakkara     |

### Player of the Match
Als Player of the Match wurden die folgenden Spieler ausgezeichnet.
| Spiel   | Player of the Match  |
| ------- | -------------------- |
| 1. Test | Mahela Jayawardene   |
| 2. Test | Sreesanth            |
| 3. Test | Virender Sehwag      |
| 1. T20  | Kumar Sangakkara     |
| 2. T20  | Yuvraj Singh         |
| 1. ODI  | Virender Sehwag      |
| 2. ODI  | Tillakaratne Dilshan |
| 3. ODI  | Ravindra Jadeja      |
| 4. ODI  | Gautam Gambhir       |